# Vampire: The Masquerade — Bloodhunt
Vampire: The Masquerade – Bloodhunt — компьютерная игра в жанре королевской битвы, разработанная и выпущенная шведской компанией Sharkmob. Игра основана на настольной ролевой игре Vampire: The Masquerade, являясь частью вселенной «Мир Тьмы». Bloodhunt распространяется посредством цифровой дистрибуции по модели free-to-play. Релиз игры для Microsoft Windows и PlayStation 5 состоялся 27 апреля 2022 года.

## Описание
Vampire: The Masquerade – Bloodhunt — это игра в жанре королевской битвы, действие которой происходит на улицах и крышах Праги, во вселенной Мира Тьмы. События игры происходят после собрания вампиров в городе, в результате которого разразилась война между вампирскими сектами, в которую была вовлечена Вторая Инквизиция. Игроки берут на себя роль вампиров, которые пытаются выжить в войне сект, сражаясь как друг с другом, так и с существом, пытающимся истребить вампиров. Они могут сражаться в одиночку или в команде, а также использовать вампирские способности, оружие дальнего и ближнего боя. Игроки также должны скрывать от людей свою принадлежность к вампирам, что является практикой, называемой Маскарад.

## Разработка
Bloodhunt разработана шведской компанией-разработчиком Sharkmob, принадлежащей Tencent. Разработка игры была начата в 2017 году бывшими сотрудниками Massive Entertainment и IO Interactive, как одна из трёх видеоигр, которые они делают одновременно. Bloodhunt является адаптацией настольной ролевой игры Vampire: The Masquerade от White Wolf Publishing 1991 года. Ранее игра была известна внутри компании под кодовым названием «Tiger [Project Lonely Fish]». Разработчики провели исследование сеттинга Vampire: The Masquerade, чтобы понять, как создать события и локации, которые могли бы позволить сделать игровой процесс в стиле королевской битвы, при этом как можно меньше нарушая установленные рамки сеттинга и точно изображая Прагу в том виде, в каком она должна выглядеть в Мире Тьмы.
Об игре было объявлено в 2 ноября 2020 года в официальном тизер-трейлере после утечки видео с игрой 31 октября того же года. 7 сентября 2021 года Bloodhunt была выпущена в рамках программы раннего доступа для Microsoft Windows. Полная версия игры была выпущена 27 апреля 2022 года для Microsoft Windows и PlayStation 5 и в настоящее время является бесплатной.

## Приём
| Сводный рейтинг    | Сводный рейтинг          |
| Агрегатор          | Оценка                   |
| ------------------ | ------------------------ |
| Metacritic         | (PC) 75/100 (PS5) 74/100 |
| Иноязычные издания |                          |
| Издание            | Оценка                   |
| Jeuxvideo.com      | 15/20                    |
| VG247              | [ 14 ]                   |

PC Gamer и Destructoid сочли проект странным из-за сочетания жанра королевской битвы и сеттинга Vampire: The Masquerade, а PC Gamer назвал его «сбивающим с толку как фанатов, так и не фанатов». В PC Gamer также заявили, что игра может получиться хорошей, учитывая опыт разработчиков. Журнал Game Informer назвал игру интригующей и полной потенциала.